# Netsuquê

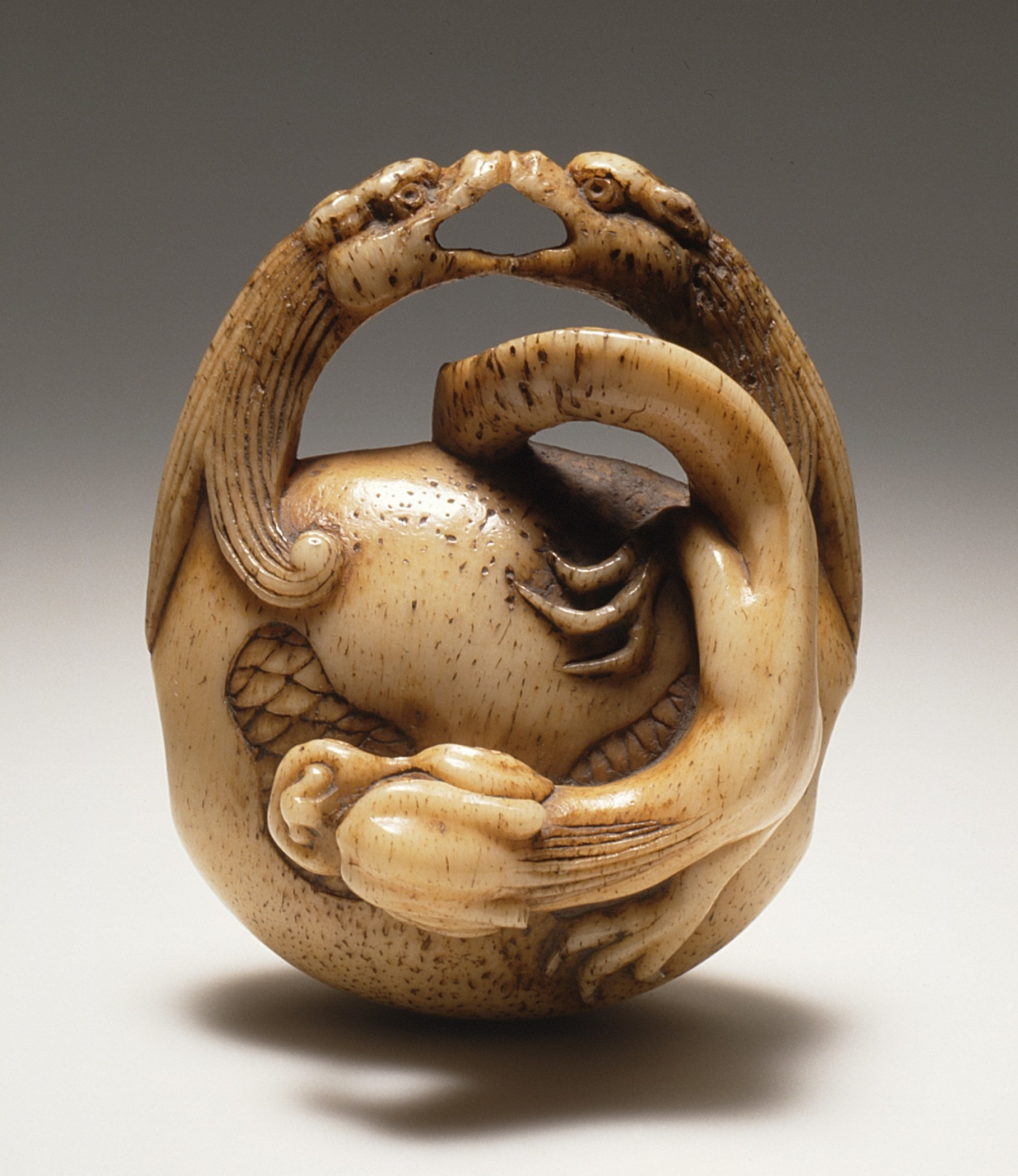
Netsuque de chifre de veado com a forma de dragões

Netsuquê (em japonês: 根付) é uma pequena cavilha entalhada, inventada no Japão no século XVII, para prender pequenas bolsas aos quimonos.